# World of Spectrum
World of Spectrum é um site que foi dedicado à catalogação e arquivamento de material para o computador pessoal ZX Spectrum, popular na década de 1980. Foi oficialmente endossado pela Amstrad, que detém os direitos da marca ZX Spectrum. Ela foi criada por Martijn van der Heide, em 1995, como um site dedicado à hospedagem de jogos para Spectrum, mas cresceu e começou a hospedar tudo e qualquer coisa que era conectado em um ZX Spectrum. Atualmente é, principalmente, um fórum de discussões.
O site contém um extenso banco de dados de informações sobre jogos, utilitários, livros, hardware, revistas, anúncios e empresas interessadas. Em dezembro de 2005 Retro Gamer escreveu "World of Spectrum não é apenas o melhor site Speccy na Web, mas sem dúvida o melhor recurso no aspequito retro." A partir do FAQ: "O WoS é o maior e mais popular banco de dados do mundo em material relacionado com o Spectrum." Catálogo do site incluiu mais de 24.000 títulos de software, 1.000 itens de hardware, 1.500 livros e mais de 350.000 referências, que foram acessados através de um motor de busca personalizado criado por Sinclair Infoseek. A coleção de revistas relacionadas com Spectrum incluído Crash, Sinclair User e Your Sinclair, digitalizados página-por-página.
Uma das metas do site era obter permissão de distribuição de detentores de direitos autorais do software mantidos em seus arquivos, e tinha recebido mais de 500 declarações de permissões. Em 2003, a Interactive Digital Software Association apresentou uma queixa contra o site por violação de direitos autorais, mas isso foi mais tarde retirada.
Em agosto de 2013, van der Heide, anunciou que ia se casar e estava tendo, portanto, um ano sabático. Ele fez um anúncio oficial sobre a página de atualizações do site em 15 de setembro de 2013. Com isso, as atualizações no site cessaram que estimularam a especulação sobre o futuro do site da comunidade. Foi inicialmente acreditava-se que van der Heide iria anunciar oficialmente sua saída do site em 30 de novembro de 2013 no dia do aniversário de 18 anos do World of Spectrum, mas tal anúncio foi feito.
Atualizações no site voltaram a ocorrer no dia 1 de janeiro de 2014. Porém, no presente momento (Julho/2016), o futuro do site é incerto.